# Kostel svatého Stanislava (Smidary)
Kostel svatého Stanislava je římskokatolický orientovaný kostel ve Smidarech. Je farním kostelem farnosti Smidary. Kostel je chráněn jako kulturní památka. Je dominantou obce.

## Historie
Barokní kostel postaven roku 1749 na místě původního gotického dřevěného kostela (s dřevěnou zvonicí) z roku 1540 s neznámým zasvěcením, který vyhořel roku 1749. Od třicetileté války je zasvěcen sv. Stanislavu, hlavnímu polskému světci, protože v té době zde kvůli nedostatku českých katolických kněží působili polští duchovní. Nový kostel se západní věží znovu vyhořel již v roce 1752 a konečné datum dokončení je tak až roku 1769. Opraven byl v roce 1847, věž byla opravena v sedmdesátých letech 20. století.

## Architektura
Prostý kostel je zvláště v interiéru blízký tvorbě Františka Kerbera, jako polír je však uváděn knížecí černínský stavitel Jiří Jirsák z Dymokur a tesař J. Kubálek ze Svídnice u Dymokur. Stěny uvnitř jsou členěny mohutnými polopilíři se sdruženými pilastry, presbytář je sklenut českou plackou, triumfální oblouk je půlkruhový. V lodi jsou dvě pole valené klenby s výsečemi do pasů, v západní části lodi stojí konvexně prohnutá kruchta na dvou sloupech. Na klenbě presbytáře je freska Nejsvětější Trojice, hlavní oltář a čtyři boční oltáře mají malovanou iluzivní architekturu z doby kolem roku 1770, vše asi od Václava Kramolína. Věž měla původně barokní cibuli s lucernou, v 19. století byla přestavěna novorenesančně a ukončena vysokou stanovou střechou.

## Bohoslužby
Pravidelné bohoslužby se v kostele nekonají.